# Kizz Daniel
Oluwatobiloba Daniel Anidugbe (geboren am 1. Mai 1994), besser bekannt als Kizz Daniel (vor 2018 Kiss Daniel), ist ein nigerianischer Afrobeats-Sänger, Songwriter und Plattenproduzent. Er ist im deutschsprachigen Raum vermutlich vor allem für den bei der Fußball-WM in Katar vorgetragenen Song „Buga“ mit dem charakteristischen „Go-low-low-low“ im Refrain bekannt. Zeitweise war „Buga“ der meistgegoogelte Song Nigerias.
Am 3. Februar 2023 wurde er von der Musikplattform Audiomack neben Snazzy the Optimist, Asake und 1ucid als Top-Trending und meistgestreamter Künstler gewürdigt.

## Jugend und Ausbildung

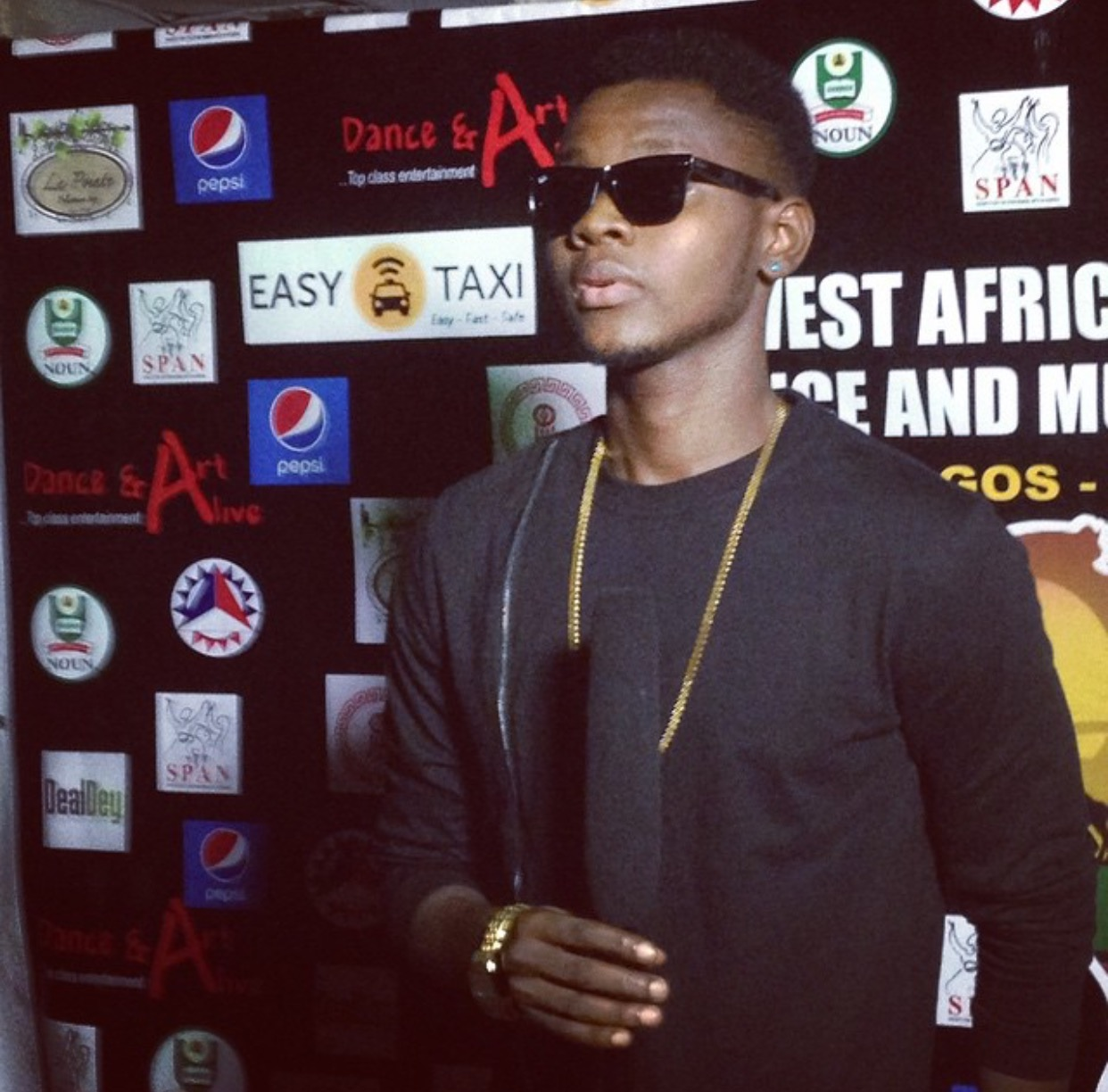
Kiss Daniel 2015

Kizz Daniel wurde als Oluwatobiloba Daniel Anidugbe in Abeokuta, im Ogun State von Nigeria, geboren und stammt aus der Abeokuta North local government area. Er besuchte die Abeokuta Grammar School und schloss 2013 sein Studium an der Federal University of Agriculture in Abeokuta mit einem Abschluss in Wasserressourcenmanagement (Wassertechnik) und Agrarmeteorologie ab. Während seines Studiums entschied er sich, neben seinem Beruf auch Musik zu machen.

## Karriere
Im Mai 2015 veröffentlichte Kizz Daniel „Laye“ und zwei Wochen später ein Video, das an verschiedenen Orten in Ostafrika unter der Regie von AJE FILMS gedreht wurde. Am 14. Mai 2016 veröffentlichte Daniel sein erstes Studioalbum mit dem Titel New Era.
Im November 2017 gründete er das Plattenlabel Fly Boy Inc. Danach war Kizz Daniel auf der Demmie Vee-Single „You Go Wait?“ zu hören.
Im Mai 2018 gab Kizz Daniel bekannt, dass er seinen Künstlernamen von Kiss Daniel in Kizz Daniel geändert hat, ein Name, der sofort auf seinen Social-Media-Konten implementiert wurde. Auch neue Spotify- und Apple-Music-Accounts wurden sofort mit dem Namen Kizz Daniel eingerichtet, auf denen seine neuen Songs zu hören waren.
Im Juni 2018 erhob Kizz Daniels ehemaliges Plattenlabel G-Worldwide Anspruch auf die Rechte an dem Namen „Kizz Daniel“ und forderte den Sänger auf, die Verwendung des Namens zu unterlassen. Im Oktober 2018 reagierte Daniel über seinen eigenen Anwalt auf die Klage und die Erklärung seines ehemaligen Plattenlabels G-Worldwide. Im April 2022 legten Emperor Geezy und Daniel ihre Streitigkeiten außergerichtlich in einem viralen Video mit dem Titel #Peace&Love bei.
2018 featurte Kizz Daniel Wizkid auf dem Hit „For you“ und Davido auf einer anderen Single „One Ticket“, die innerhalb von 24 Stunden nach ihrer Veröffentlichung in den Charts war. Am 30. Dezember 2018 veröffentlichte Kizz Daniel sein zweites Studioalbum und sein erstes unter FlyBoy Inc. mit dem Titel „No Bad Songz“. Das Album enthielt 20 Songs, darunter das bereits veröffentlichte „One Ticket“, das er zusammen mit Davido aufgenommen hat. Weitere Features auf dem Album waren Nasty C, Diamond Platiumz, Philkeyz, Demmie Vee, DJ Xclusive, Wretch 32, Diplo und Sarkodie. Das Album erhielt positive Kritiken von Musikliebhabern, es debütierte auf Platz 55 der US-iTunes-Charts und wurde innerhalb von 24 Stunden nach seiner Veröffentlichung zur Nummer 1 der weltweiten Album-Charts. Am 25. Juni 2020 veröffentlichte er sein drittes Studioalbum „King of Love“.
Für die FIFA Fußball-Weltmeisterschaft 2022 performte Kizz Daniel seine Hit-Single „Buga“ bei der FIFA Fußball-Weltmeisterschaft 2022 in Katar. Der Song wurde ein Hit mit Tanz-Challenges auf Instagram und TikTok, bei denen Prominente wie der Präsident von Liberia, George Weah, dazu tanzten. Das offizielle Video von „Buga“ verwendet unter anderem Elemente des Karnevals von Calabar.
2022 veröffentlichte Kizz Daniel einen neuen Song namens „Cough (Odo)“, der von Blaise Beatz produziert wurde.
Im Februar 2023 gewann Kizz Daniel mit „Buga“ den Preis für den Song des Jahres bei den Soundcity MVP Awards, die im Eko Convention Centre in Lagos stattfanden.
Kizz Daniel veröffentlichte am 12. Mai 2023 einen neuen Song mit dem Titel „Shu Peru“, der Elemente von Afrobeat, Afro-Pop und zeitgenössischem R&B kombiniert. Der Song wurde auf allen wichtigen Streaming-Plattformen veröffentlicht.

## Persönliches Leben
Am 1. Mai 2021 brachte seine Freundin Drillinge zur Welt. Kizz enthüllte später, dass sie einen der Drillinge vier Tage nach der Geburt verloren haben.